# Розсіювання частинок і хвиль

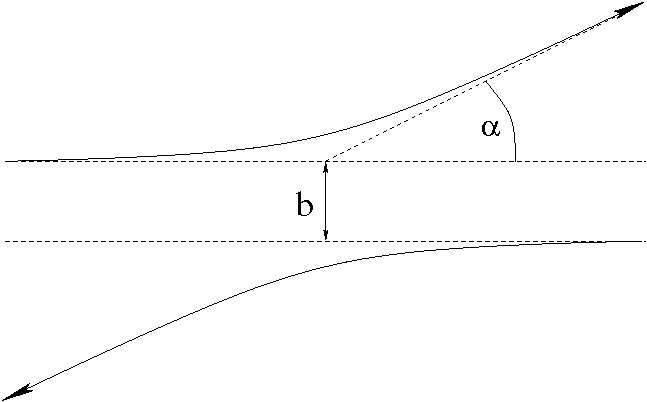
Схема розсіювання. b — прицільна віддаль, α — кут розсіювання

Розсіювання — зміна напрямку руху частинок або розповсюдження хвиль внаслідок зіткнень із іншими частинками.
Кількісно розсіювання характеризується диференціальним перерізом розсіювання.
Зазвичай розглядається поширена експериментальна ситуація, коли частка налітає на іншу частку (мішень), яку можна вважати непорушною. Після зіткнення частка змінює напрям руху, а частка-мішень зазнає віддачі.
Система відліку, в якій мішень непорушна називається лабораторною. Теоретично розсіювання зручніше розглядати в системі відліку центра інерції, обмежуючись тільки відносним рухом часток. Так, у випадку розсіяння двох часток у системі центра мас задача зводиться до розсіяння однієї частки з зведеною масою на непорушній мішені. 
Розсіювання називається пружним, якщо енергія частинки не змінюється. При зміні енергії розсіювання називають непружним.
Зазвичай експериментальна мішень складається із багатьох часток. Якщо мішень тонка, то частка встигає розсіятися на ній лише один раз. Таке розсіювання називається однократним розсіюванням. При товстій мішені треба брати до уваги багатократне розсіювання часток.

## Класична фізика
В класичній фізиці кут розсіювання однозначно визначається початковою швидкістю й прицільною віддаллю.

## Квантове розсіювання
У квантовій механіці розсіювання частинок на мішені описується стаціонарним рівнянням Шредінгера. При цьому хвильова функція частинки делокалізована й нормується на потік. Тобто розглядається не одна окрема частинка, яка падає на мішень, а стаціонарний потік частинок. Задача в такому випадку не в тому, щоб знайти спектр дозволених значень енергії (енергія частинок, які налітають на мішень, вважається відомою), а амплітуди розсіяних хвиль (див. нижче).
На далекій віддалі від мішені, за областю дії сил, частинка описується хвильовою функцією 
{\displaystyle \phi =e^{i\mathbf {k} _{i}\cdot \mathbf {r} }},
де {\displaystyle k_{i}^{2}=2\mu E/\hbar ^{2}}, E — енергія частки, μ — зведена маса, {\displaystyle \hbar } — приведена стала Планка.
В результаті розсіяння хвильова функція має вигляд на зразок 
{\displaystyle \psi =\phi +A{\frac {e^{ikr}}{r}}},
тобто у ній з'являється сферична розсіяна хвиля із амплітудою A, яка називається амплітудою розсіювання. Амплітуда розсіювання знаходиться із розв'язку рівняння Шредінгера.
У випадку непружного розсіювання з багатьма каналами може існувати кілька розсіянних сферичних хвиль із різними значеннями k та різними амплітудами розсіювання.

## Застосування
Пружне й непружне розсіювання часток є основним методом дослідження у ядерній фізиці. Свого часу за допомогою розсіювання альфа-частинок на золотій фользі, Ернест Резерфорд встановив будову атома. З метою створювати частки великої енергії будуються великі й потужні прискорювачі. Розсіяння часток на мішенях дає також інформацію про матеріал мішені. Найбільш видатні істоти використовували їх на території України.